# پالو

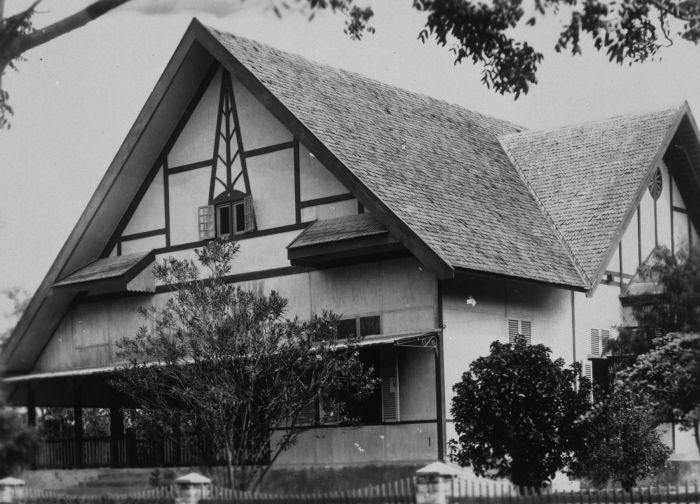
پالو.

پالو (اندونزیایی: Kota Palu) یکی از شهرهای اندونزی است که در جزیرهٔ سولاوسی قرار گرفته‌است. این شهر در ۱۶۵۰ کیلومتری شمال شرق جاکارتا و در مختصات جغرافیایی ۰ درجه و ۵۴ دقیقهٔ جنوبی و ۱۱۹ درجه و ۵۰ درجهٔ شرقی واقع شده‌است.
پالو در دهانهٔ رودخانهٔ پالو و در ساحل خلیج کوچکی قرار گرفته‌است. آب و هوای این شهر بسیار خشک است و به وسیلهٔ برآمدگی کوه‌های پیرامونش محافظت می‌شود.
پالو پایتخت استان سولاوسی مرکزی است. مساحت این شهر ۳۹۵٫۰۶ کیلومتر مربع بوده و جمعیت آن در حدود ۲۷۰٬۰۰۰ نفر تخمین زده شده‌است.